# Lachapelle-sous-Rougemont
Lachapelle-sous-Rougemont là một làng và xã tại tỉnh Territoire de Belfort, vùng Bourgogne-Franche-Comté, đông bắc Pháp.

## Thông tin nhân khẩu
Theo điều tra nhân khẩu năm 1999, xã này có dân số 460.
The estimation for 2007 was 509.